# Montaigu (Aisne)
Montaigu è un comune francese di 722 abitanti situato nel dipartimento dell'Aisne della regione dell'Alta Francia.

## Società

### Evoluzione demografica
Abitanti censiti